# Ostra Góra (Pogórze Rożnowskie)
Ostra Góra (483 m n.p.m.) – wydatny i porośnięty lasem grzbiet z sześcioma kulminacjami pomiędzy zachodnimi brzegami Jeziora Rożnowskiego a doliną Łososiny. Przebiega w kierunku południowy wschód – północny zachód. Najdalej na północny zachód wysunięta kulminacja – Ostra Góra Płn. (456 m) wznosi się nad zaporą elektrowni wodnej Rożnów, której miejsce budowy zostało wybrane optymalnie w najwęższym miejscu pogórskiego przełomu Dunajca we wsi Rożnów, między cyplem góry Łazy (323 m n.p.m.), nazywanym również Łaziska a Ostrą Górą płn. Najdalej na południowy wschód wysunięta kulminacja ma wysokość 471 m, druga z kolei, odległa od niej o około 180 m na północny zachód to najwyższy szczyt Ostrej Góry (483,5 m). Stoi na nim zamontowana na słupku tabliczka informacyjna i paśnik dla zwierząt.
Ostra góra znajduje się na Pogórzu Rożnowskim, w granicach wsi Bilsko w województwie małopolskim, w powiecie nowosądeckim, w gminie Łososina Dolna. Z dolnej części jej stoków nad wsiami Tabaszowa i Znamirowice roztaczają się ładne widoki na całe otoczenie Jeziora Rożnowskiego.

## Wspinaczka skalna
Na północno-wschodnim stoku najdalej na wschód wysuniętej kulminacji 471 m znajduje się duże odsłonięcie skał piaskowcowych. Jest to potężny, trzypiętrowy pas skał o pionowych lub zbliżonych do pionu ściankach poprzedzielanych urwistymi półkami i lesistymi tarasami. Znajduje się w orograficznie lewych zboczach wąwozu opadającego do Jeziora Rożnowskiego. Ściany mają łączną wysokość kilkudziesięciu metrów. Dla uprawiających linową wspinaczkę skalną lub bouldering atrakcyjne są nie tyle ich trudności wspinaczkowe, co wysokość i możliwość wspinaczki kilkuwyciągowej. Jednak do 2022 r. brak informacji o drogach wspinaczkowych.

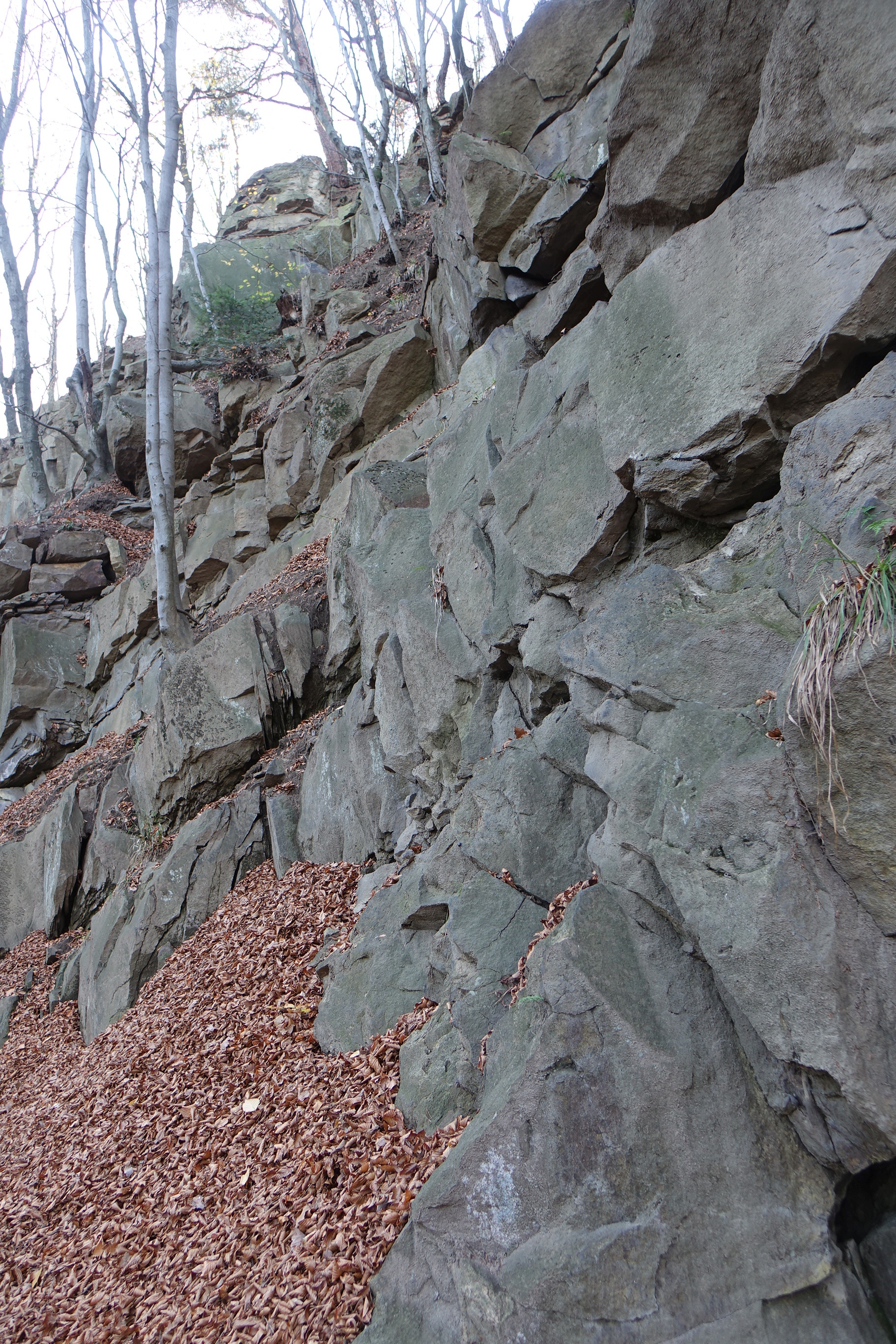
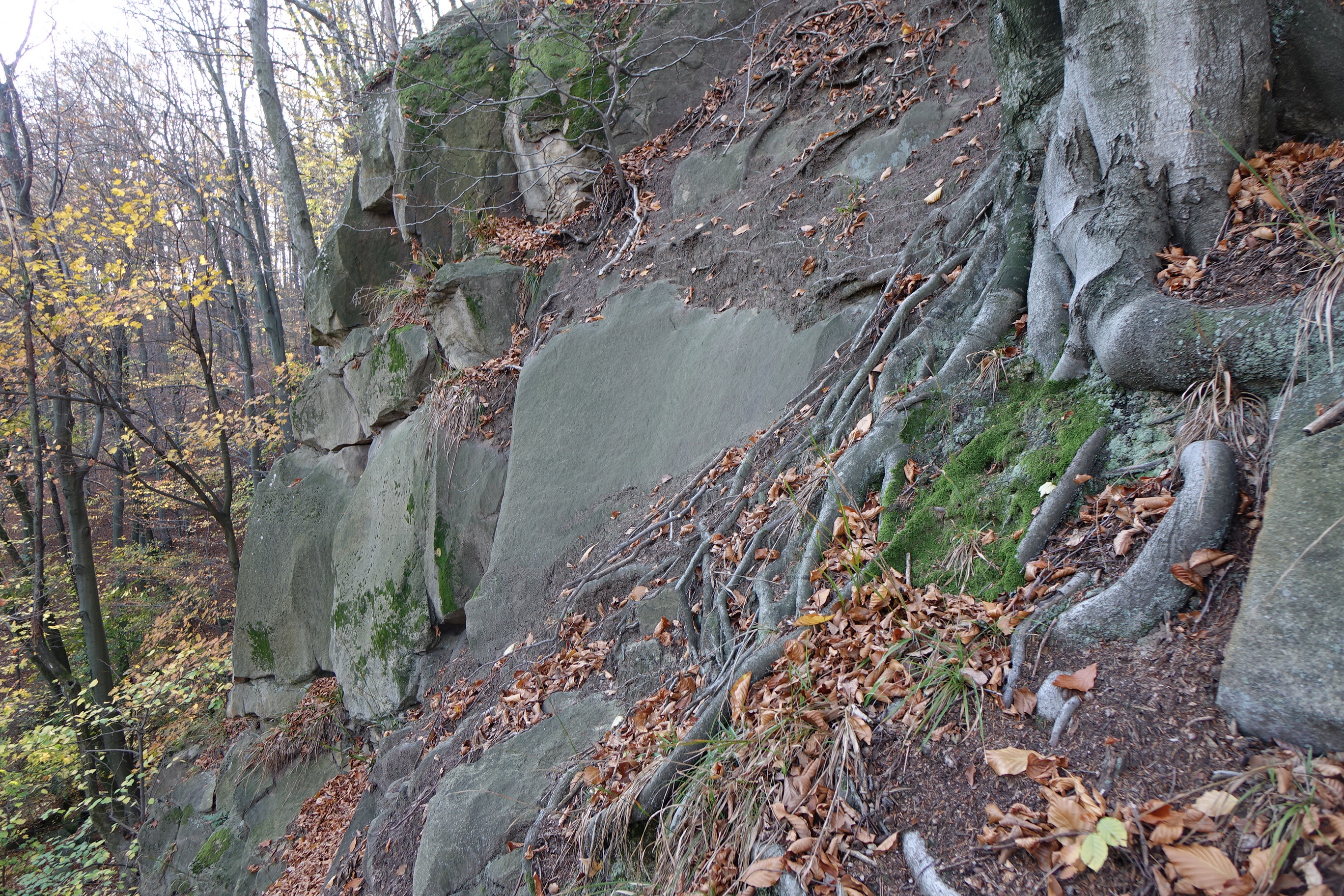
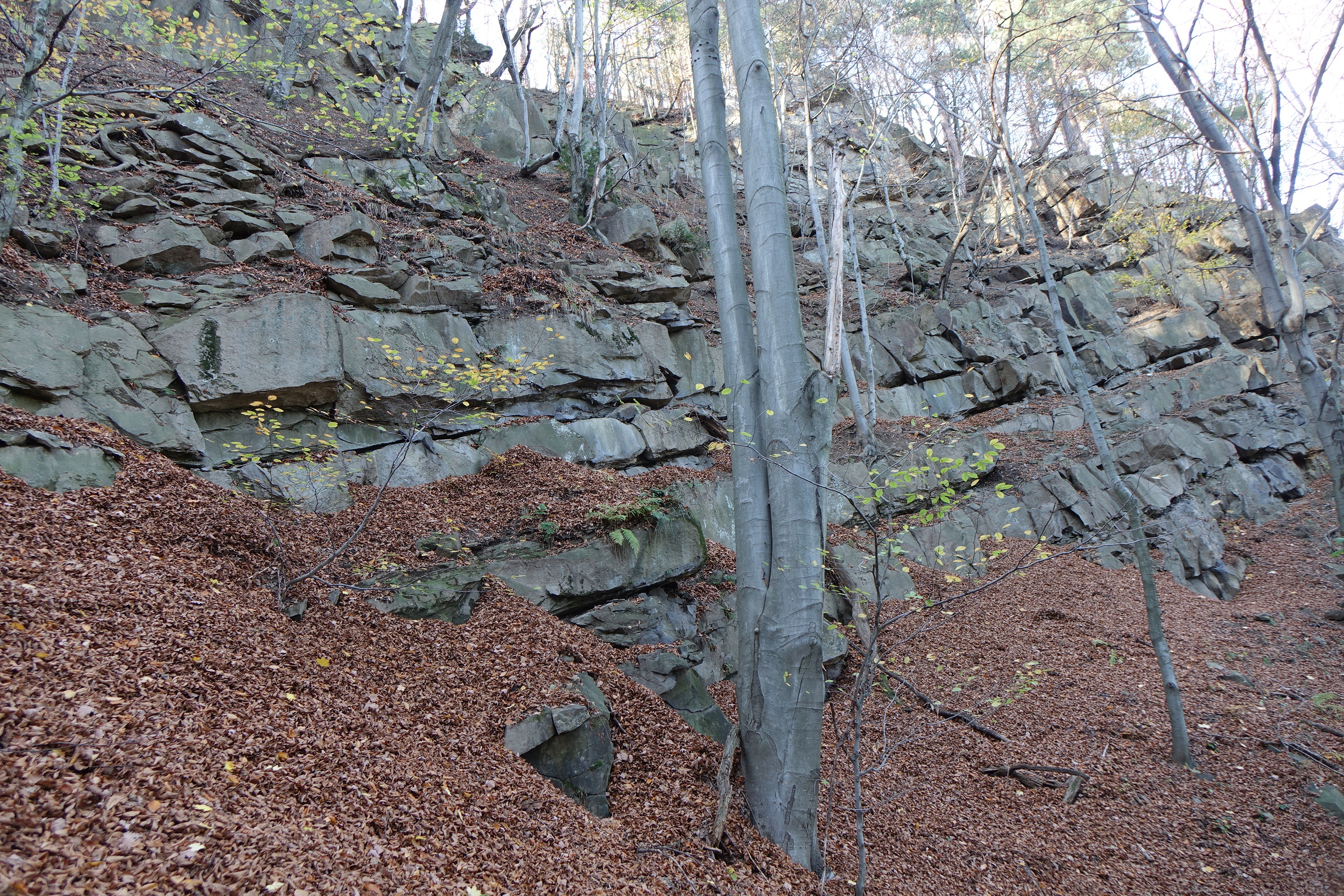
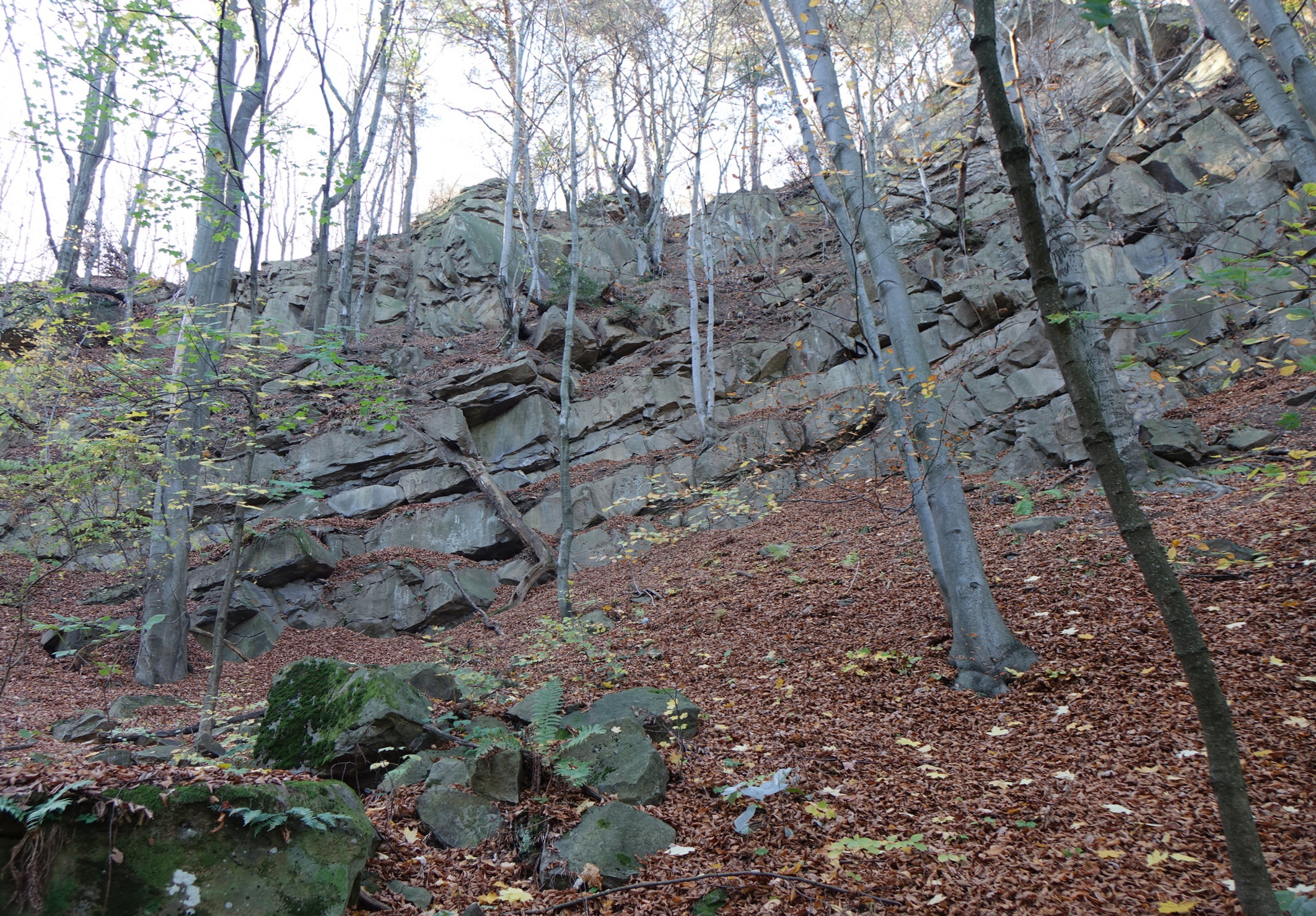
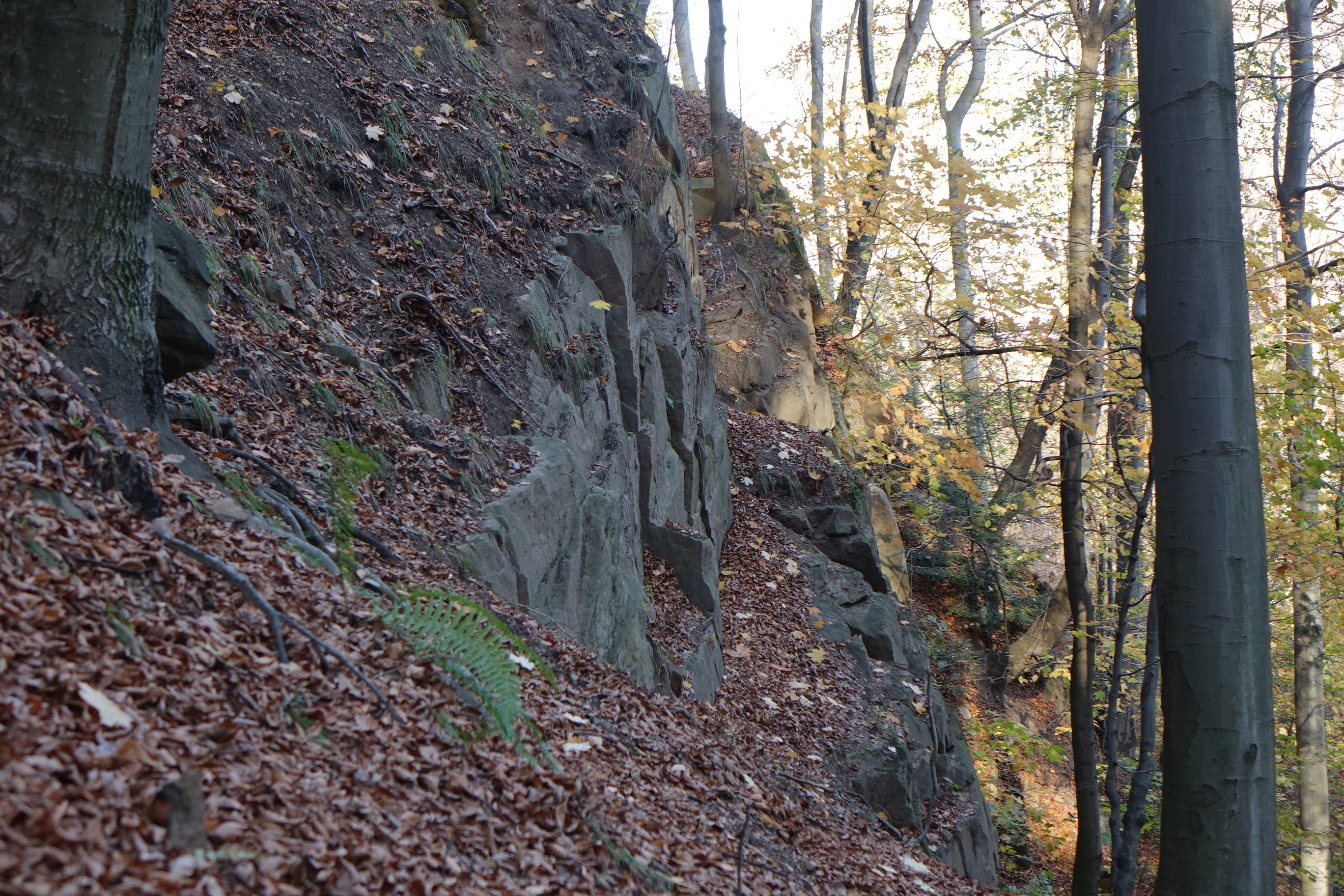